# Nejdek
Nejdek (in tedesco Neudek) è una città della Repubblica Ceca facente parte del distretto di Karlovy Vary, nella regione omonima.

## Geografia fisica
I comuni limitrofi sono Vysoká Pec e Rudné ad oves, Nové Hamry, Pernink e Horní Blatná a nord e Kobelec, Smolné Pece, Rájec, Smolnice e Tatrovice a sud.
Nejdek si trova nella parte boema dei Monti Metalliferi, precisamente nella Valle del Rolava, affluente di sinistra del fiume Ohře. A nord della città si erge il monte Tisovský, collina alta 976,6 m.

## Storia
La piccola città è stata fondata come sito destinato all'alloggio dei minatori. Il suo nome fu menzionato per la prima volta fra il 1340 ed il 1410.
Nel 1602 fu ufficialmente riconosciuta in quanto città.
Per più di 150 anni, dal 1446 al 1602, è stata governata dai conti di Schlick. Nel 1633 il potere passo nelle mani del conte Czernin, di cui è testimonianza il nuovo castello. Il primo governatore non aristocratico fu Waagner Anton da Leitmeritz, che acquistatò Nejdek nel 1810. Nei decenni successivi, seguirono numerosi passaggi di proprietà.
Alla fine del XIX secolo, la città fu trasformata in un importante centro industriale. Furono edificati lanifici, fabbriche di carta ed industrie ferrifere.
Con i decreti Beneš del 21 giugno 1945, i cittadini tedeschi furono espulsi.

## Società

### Evoluzione demografica
| Data        | 1830 | 1939 | 22-5-1947 | 2007 | 2011 |
| ----------- | ---- | ---- | --------- | ---- | ---- |
| Popolazione | 1978 | 8441 | 5748      | 8446 | 8337 |

## Suddivisione locale
- Nejdek
- Bernov
- Fojtov
- Lesík
- Lužec
- Oldřichov
- Pozorka
- Suchá
- Tisová
- Vysoká Štola

## Economia
Con circa 1500 dipendenti, la società Witte Nejdek s.r.o. è la più grande datrice di lavoro in città, filiale della società tedesca Witte Automotive.

## Monumenti
- Torre di osservazione a 977 m di altezza, posizionata sul monte Tisovský
- Chiesa cattolica di Nejdek
- Museo cittadino
- Torre del vecchio castello, interamente rocciosa
- Nuovo castello (terminato nel 1653)
- Chiesa Cattolica Romana di San Martino (costruita negli anni 1755-1757)
- Chiesa Evangelica del Redentore (costruita nel 1904)

## Amministrazione

### Gemellaggi
- Johanngeorgenstadt, Germania

## Galleria d'immagini

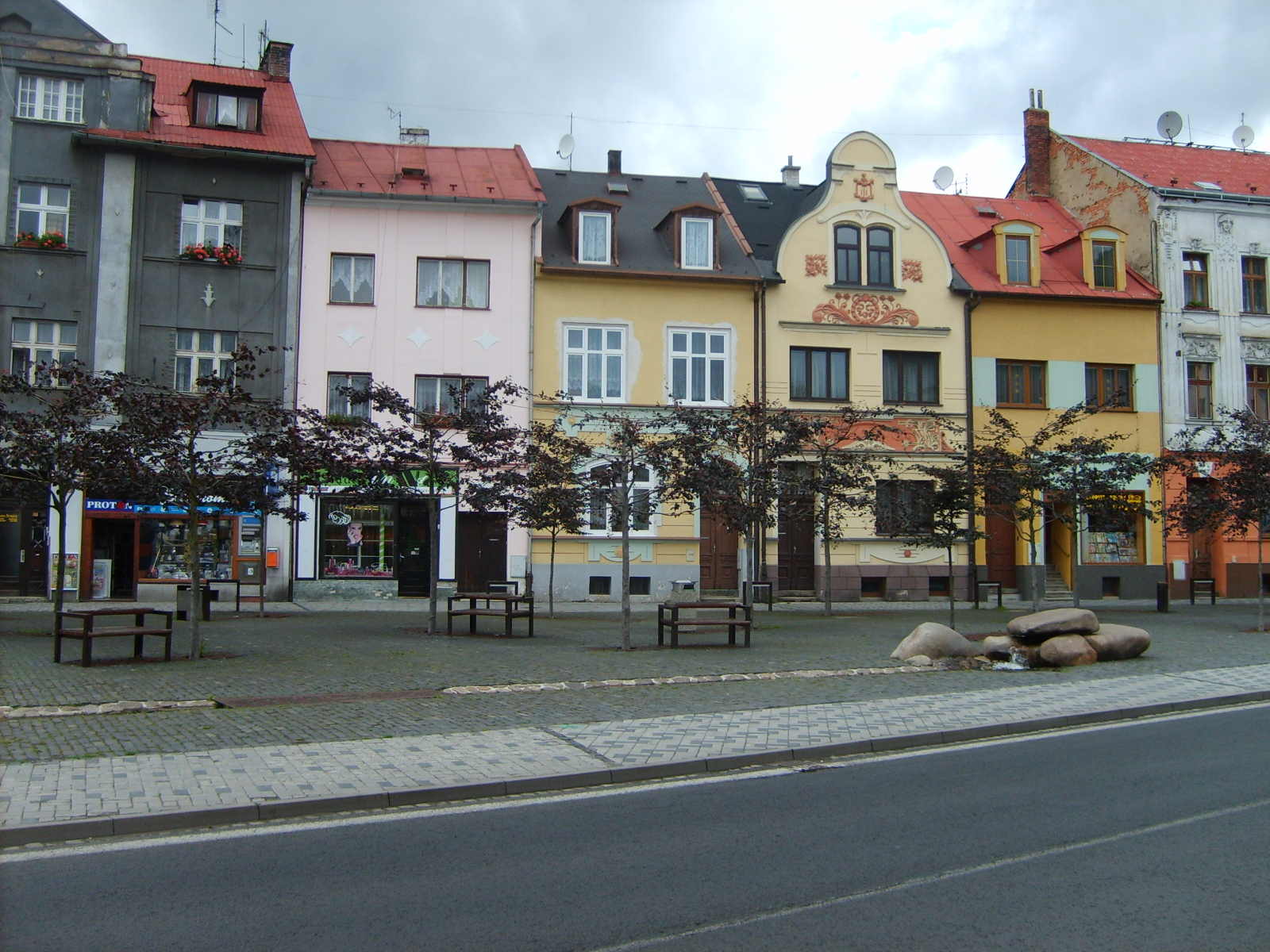
Piazza Martin Potůček
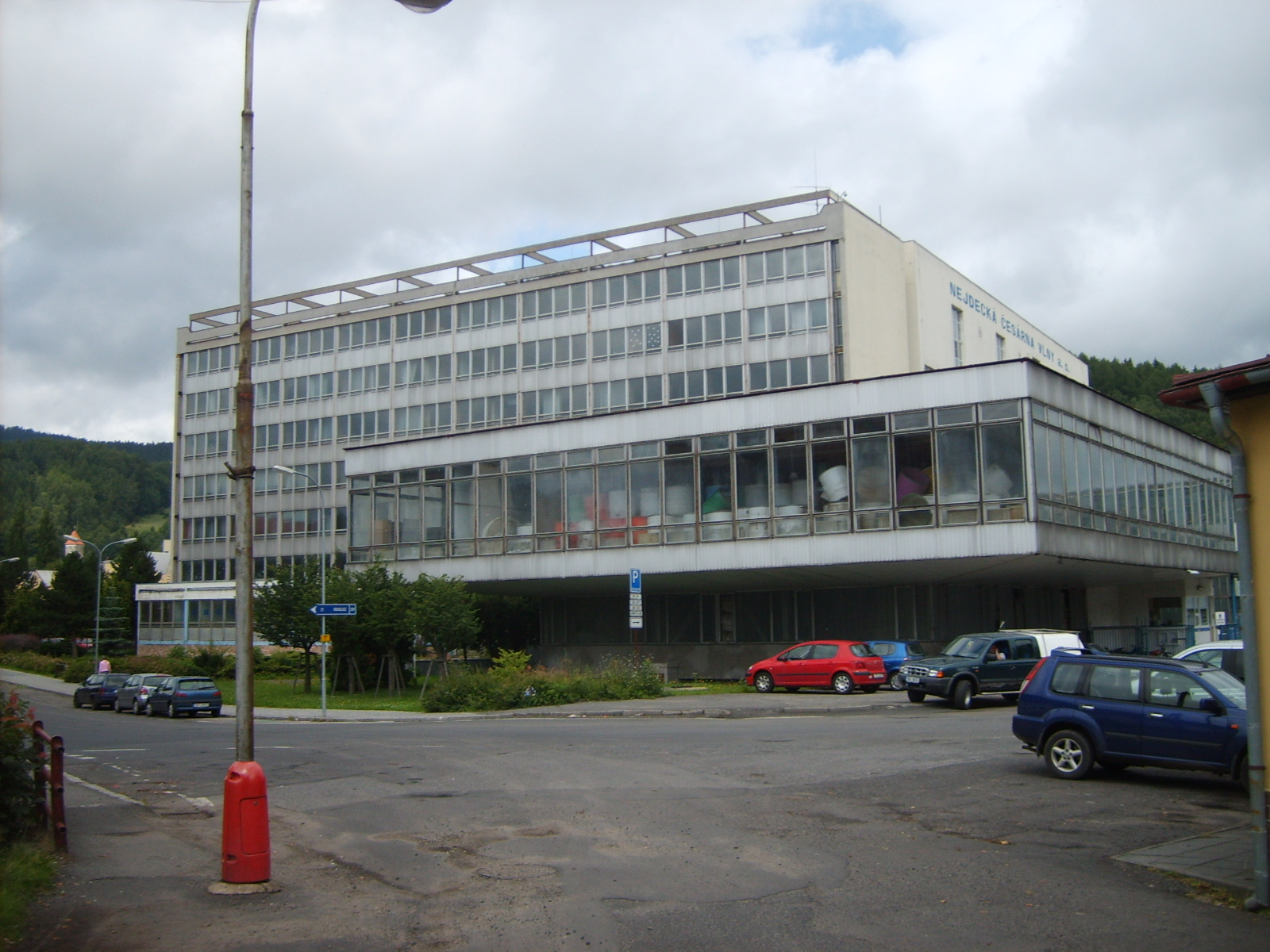
Fabbrica tessile
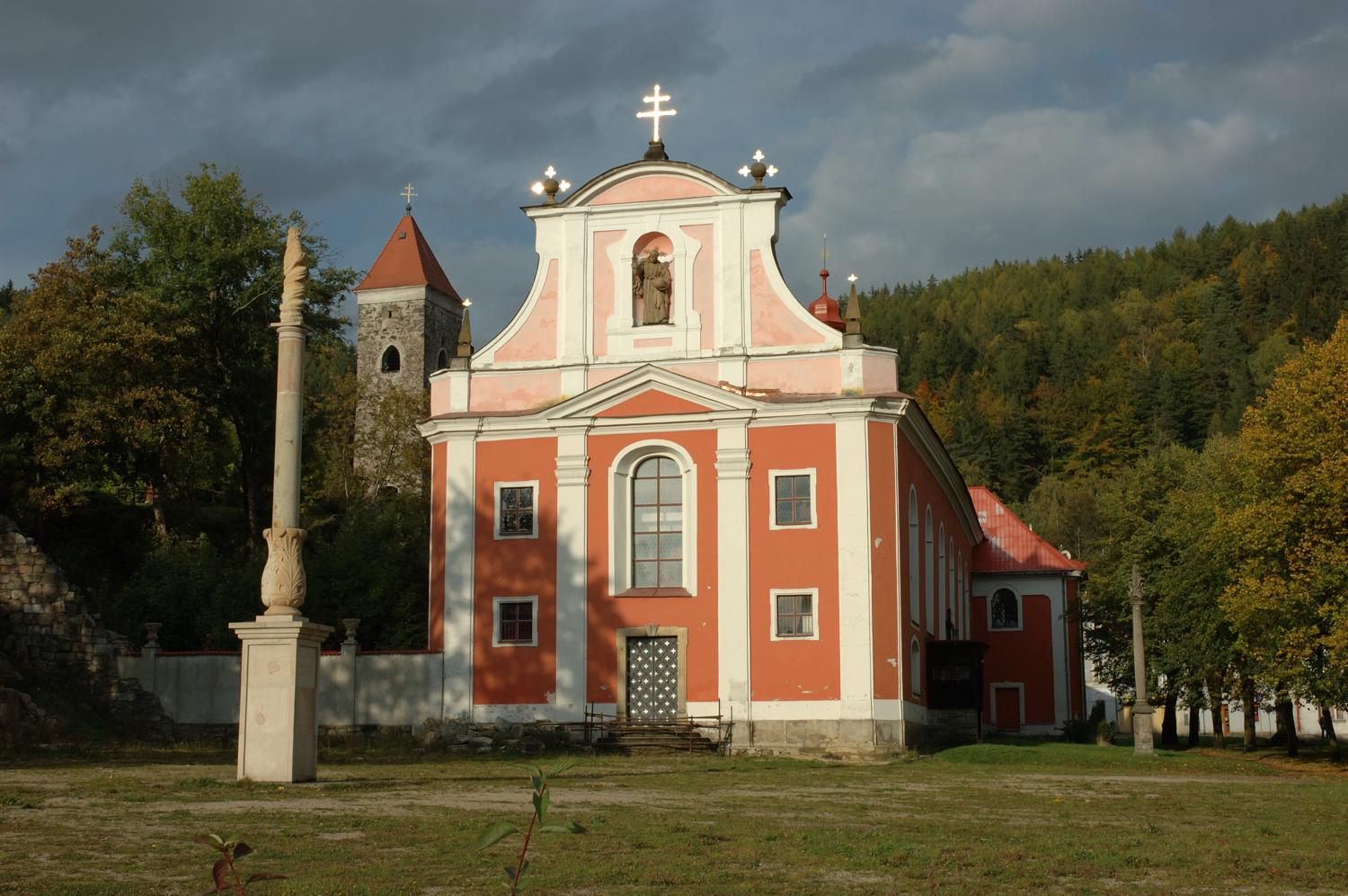
Chiesa di San Martino
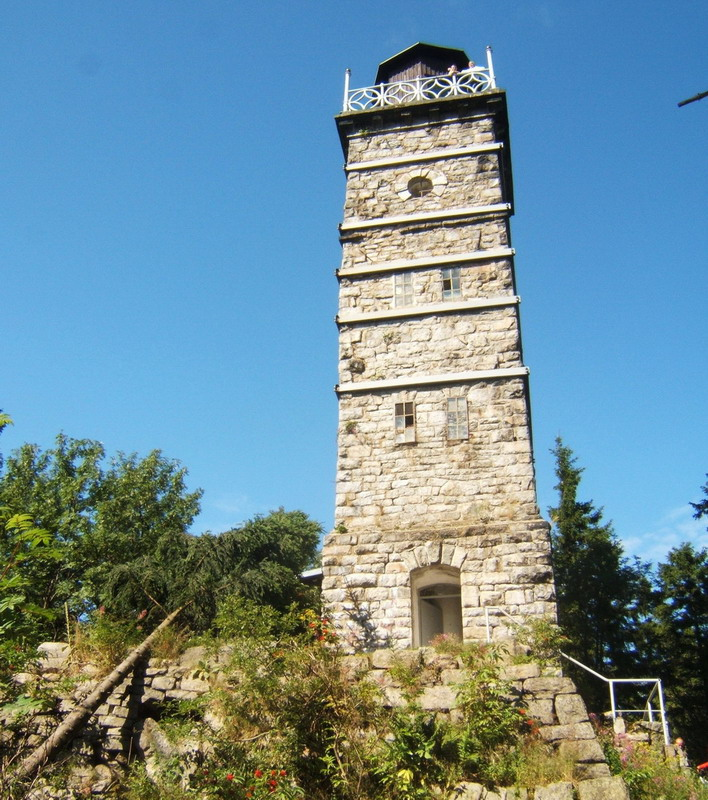
Torre del vecchio castello
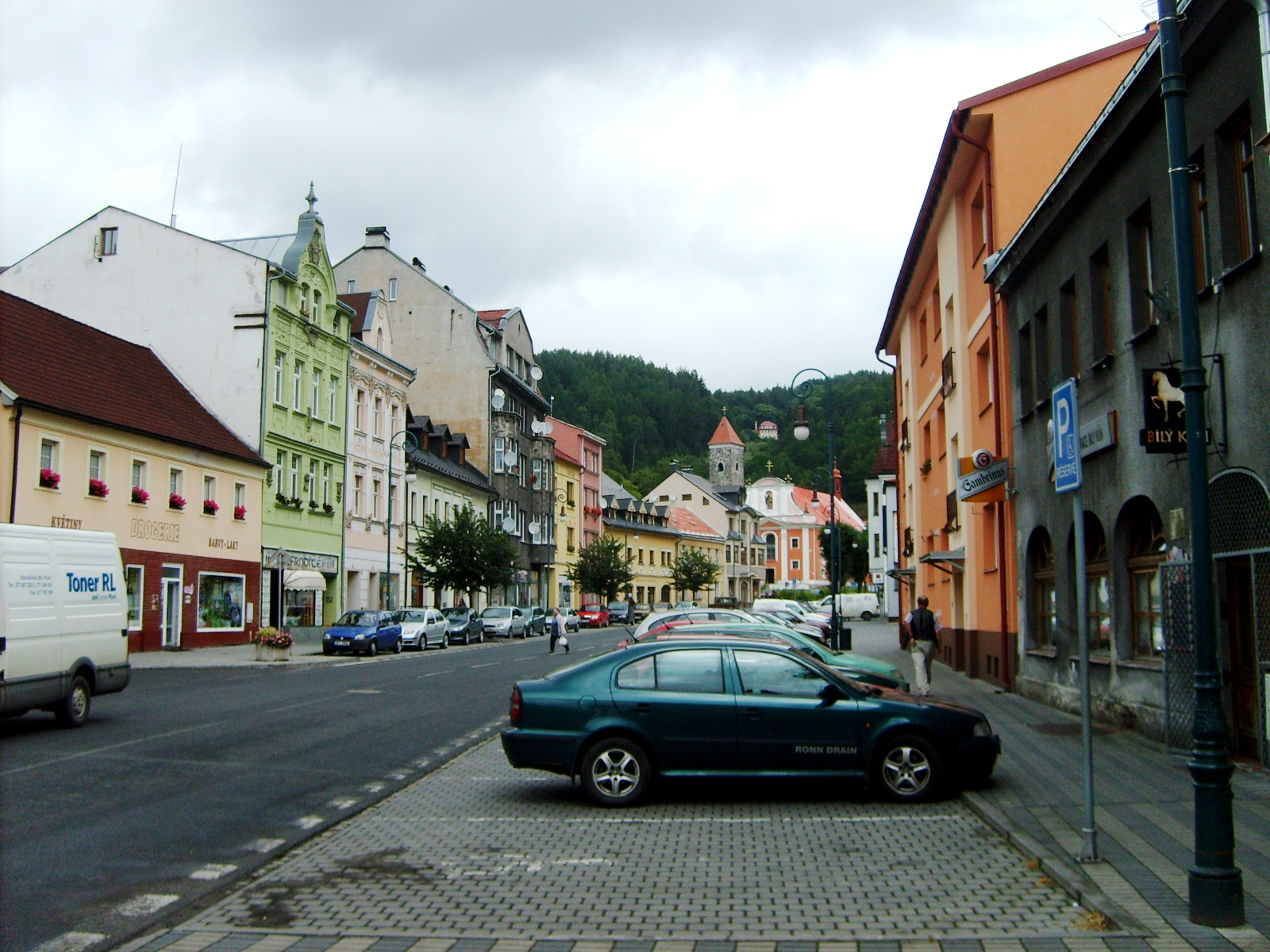
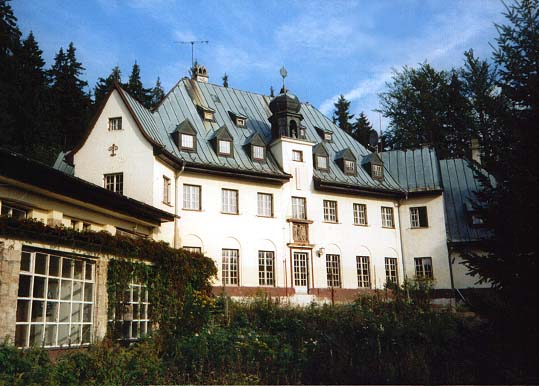
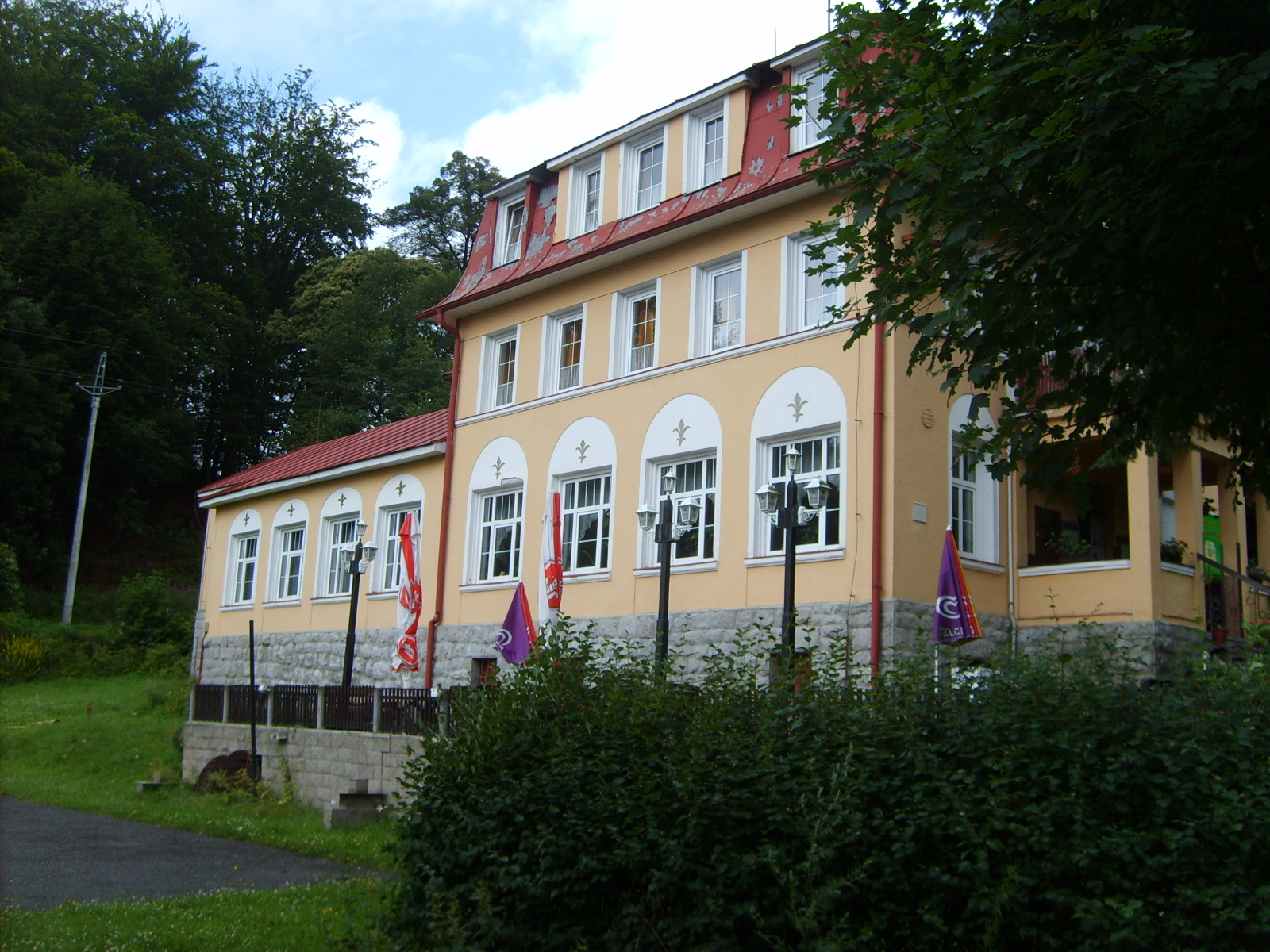
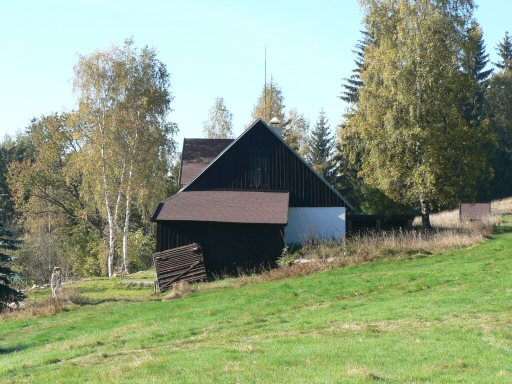
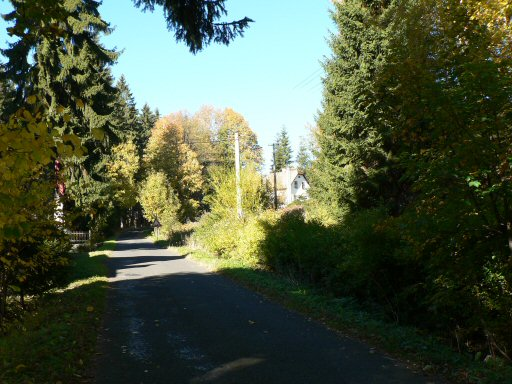